# Ефект Марангоні
Ефект Марангоні (Марангоні - Гіббса) — явище переносу речовини уздовж межі розділу двох середовищ, що виникає внаслідок наявності градієнта поверхневого натягу. Рідина перетікає з області низького поверхневого натягу до області високого поверхневого натягу. У випадку температурної залежності це явище можна назвати термокапілярною конвекцією (або конвекцією Бенара-Марангоні).

## Історія
Це явище було вперше виявлено в 1855 році Джеймсом Томсоном (братом лорда Кельвіна) при дослідженні причин виникнення так званих «сліз вина». Загальний ефект названий на честь італійського фізика Карло Марангоні, який вивчав його для своєї докторської дисертації в Павійському університеті та опублікував свої результати в 1865 році. Повну теоретичну розробку питання дав Джозая Віллард Гіббз у своїй праці «Про рівновагу гетерогенних речовин» (1875—1878). 

## Механізм
Оскільки рідина з високим поверхневим натягом тягне навколишню рідину сильніше, ніж рідина з низьким поверхневим натягом, наявність градієнта поверхневого натягу природним чином призводить до витоку рідини з областей низького поверхневого натягу. Градієнт поверхневого натягу може бути викликаний неоднорідним складом речовини або градієнтом температури. 
У простих випадках швидкість потоку {\displaystyle u\approx \Delta \gamma /\mu }, де {\displaystyle \Delta \gamma } - різниця поверхневого натягу, а {\displaystyle \mu } - в'язкість рідини. Вода при кімнатній температурі має поверхневий натяг близько 0,07 Н/м і в'язкість близько 10-3 Па с. Таким чином, навіть коливання поверхневого натягу води на кілька відсотків може спричинити потік Марангоні зі швидкістю майже 1 м/с. Таким чином, потоки Марангоні часто зустрічаються на практиці, і їх легко спостерігати. 
Для випадку невеликої краплі поверхнево-активної речовини на поверхні води Роше та його співробітники розробили просту модель, яка описує розширення в радіусі {\displaystyle r} ділянки поверхні, вкритої поверхнево-активною речовиною, завдяки зовнішньому потоку Марангоні зі швидкістю {\displaystyle u}. Вони виявили, що розширення вкритої поверхнево-активною речовиною ділянки поверхні води відбувається зі швидкістю приблизно 
{\displaystyle u\approx {\frac {(\gamma _{\rm {w}}-\gamma _{\rm {s}})^{2/3}}{\left(\mu \rho r\right)^{1/3}}}\approx {\frac {10^{-2}}{r^{1/3}}}~~;~~(r~~{\mbox{in m}})}
Тут {\displaystyle \gamma _{\rm {w}}} - поверхневий натяг чистої води, {\displaystyle \gamma _{\rm {s}}} - дещо менший поверхневий натяг води, вкритої поверхнево-активною речовиною, {\displaystyle \mu } - в'язкість води, а {\displaystyle \rho } - густина води. Типовими можуть бути значення {\displaystyle (\gamma _{\rm {w}}-\gamma _{\rm {s}})\approx 10^{-2}} Н/м, тобто зменшення поверхневого натягу води на десятки відсотків. Швидкість розтікання зменшується в міру збільшення області, вкритої поверхнево-активною речовиною, і становить від см/с до мм/с. 
Безрозмірне число Марангоні можна використовувати для порівняння відносного впливу поверхневого натягу та сил в’язкості. 